# Halton (district électoral du Canada-Uni)
Pour les articles homonymes, voir Halton.
Circonscription électorale provinciale du Canada
Halton (nommé Halton East entre 1841 et 1852) est un district électoral de l'Assemblée législative de la province du Canada.

## Liste des députés
| Années | Années      | Député               | Affiliation                    |
| ------ | ----------- | -------------------- | ------------------------------ |
|        | 1841 - 1844 | Caleb Hopkins        | Ultra-réformiste antiunioniste |
|        | 1844 - 1848 | George Chalmers      | Conservateur                   |
|        | 1848 - 1850 | John Wetenhal        | Réformiste                     |
|        | 1850 - 1851 | Caleb Hopkins        | Clear Grits                    |
|        | 1851 - 1854 | John White           | Libéral                        |
|        | 1854 - 1858 | George King Chisholm | Conservateur                   |
|        | 1858 - 1861 | John White           | Réformiste                     |
|        | 1861 - 1863 | John White           | Réformiste                     |
|        | 1863 - 1867 | John White           | Réformiste                     |